# Ayyavazhi

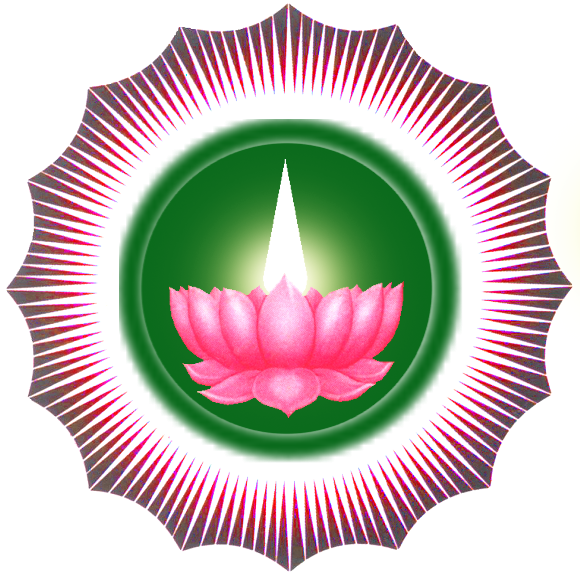
O lótus com a chama, símbolo sagrado do Ayyavazhi.

O Ayyavazhi (tâmil: அய்யாவழி: "Caminho do pai") é uma religião dármica henoteísta que se originou no sul da Índia no século XIX, em um movimento de oposição ao feudalismo da região. É considerada uma religião independente do Hinduísmo. Nos censos indianos, porém, a maioria dos seus seguidores declara-se como hindus. Portanto, o Ayyavazhi também é considerada uma seita hindu.
O Ayyavazhi é centrado na vida e preceitos de Ayya Vaikundar; suas ideias e se baseiam na filosofia dos textos sagrados Akilattirattu Ammanai e Sera Nool. Assim, Vaikundar Manu foi o avatar de Narayana. Ayyavazhi compartilha muitas ideias com o Hinduísmo em sua mitologia e práticas, mas varia consideravelmente em seus conceitos de bem e do mal e sobre o Dharma. O Ayyavazhi é classificado como uma religião dramica, devido ao seu foco central sobre o dharma.
Embora o adeptos do Ayyavazhi estejam espalhados por toda a Índia, a maioria deles se concentram principalmente no Sul da Índia, concentram-se especialmente em Tâmil Nadu e Querala. O número de praticantes é estimado entre 700.000 e 8.000.000, embora o número exato é desconhecido, uma vez que os seguidores do Ayyavazhi sejam relatados como hindus nos censos.

## Principais crenças
Os seguidores do Ayyavazhi acreditam na reencarnação e no Darma Yukam, a oitava e última encarnação de Vaikundar, em que ele irá governar o mundo. Esta religião condena o sistema hindu de castas.

O Ayyavazhi utiliza um símbolo não antropomórfico como um ponto de devoção e meditação. Este símbolo, o Elunetru, é identificado como uma sede de Deus, mais do que como o próprio Deus. O mesmo é válido para o Elunetru sob a sua designação alternativa, Asanam, que significa "lugar". Por detrás desta Asanam, é instalado um espelho para reflectir o adorador, para ilustrar o princípio de que "Deus está dentro de você", sugerindo uma ideia sobre Deus semelhante a da teologia hindu. O Ayyavazhi subscreve também 'Só um é Deus e assim é para sempre."

Assim, os seguidores da Ayyavazhi afirmam que Brahma, Vishnu e Shiva são simplesmente aspectos diferentes do mesmo Deus. A principal diferença entre o Ayyavazhi e os demais hindus é que o primeiro reconhece um Diabo, chamado de Kroni, e que é a personificação do mal primordial, que manifesta em diversas formas, tais como Ravana e Duryodhana em diferentes idades ou yugas.

Kali, como o espírito de Kroni em Kali Yuga, é onipresente nesta idade. Esta é uma razão pela qual os seguidores de Ayyavazhi, tal como outros hindus, acreditamos que a actual Kali Yuga está decadente. No Ayyavazhi, Kali Yuga (um mundo mundano separado espiritualmente), dará origem a um mundo espiritual conhecido como Dharma Yukam. A caridade é um dos princípios primordiais, e Anna Dharmam (oferendas de alimentos) são feitas, pelo menos, uma vez por mês em centros Ayyavazhi de culto.